# Ruellia chartacea
Ruellia chartacea là một loài thực vật có hoa trong họ Ô rô. Loài này được (T. Anderson) Wassh. miêu tả khoa học đầu tiên năm 1987.

## Hình ảnh

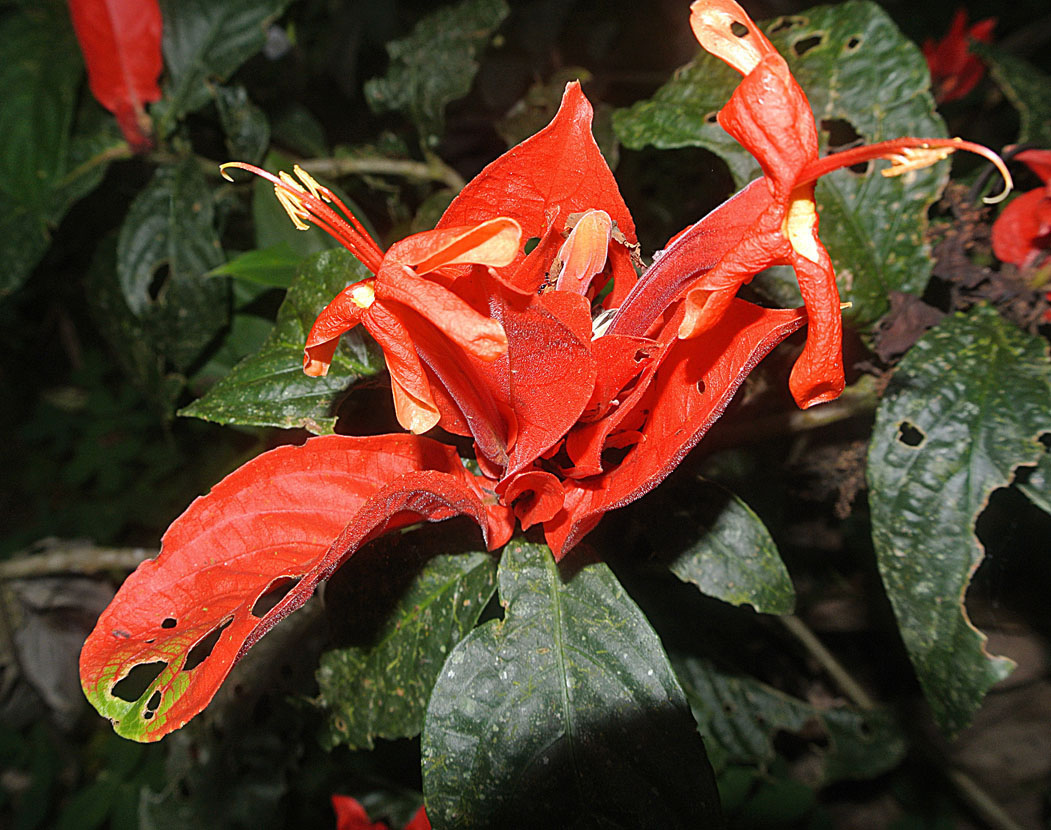
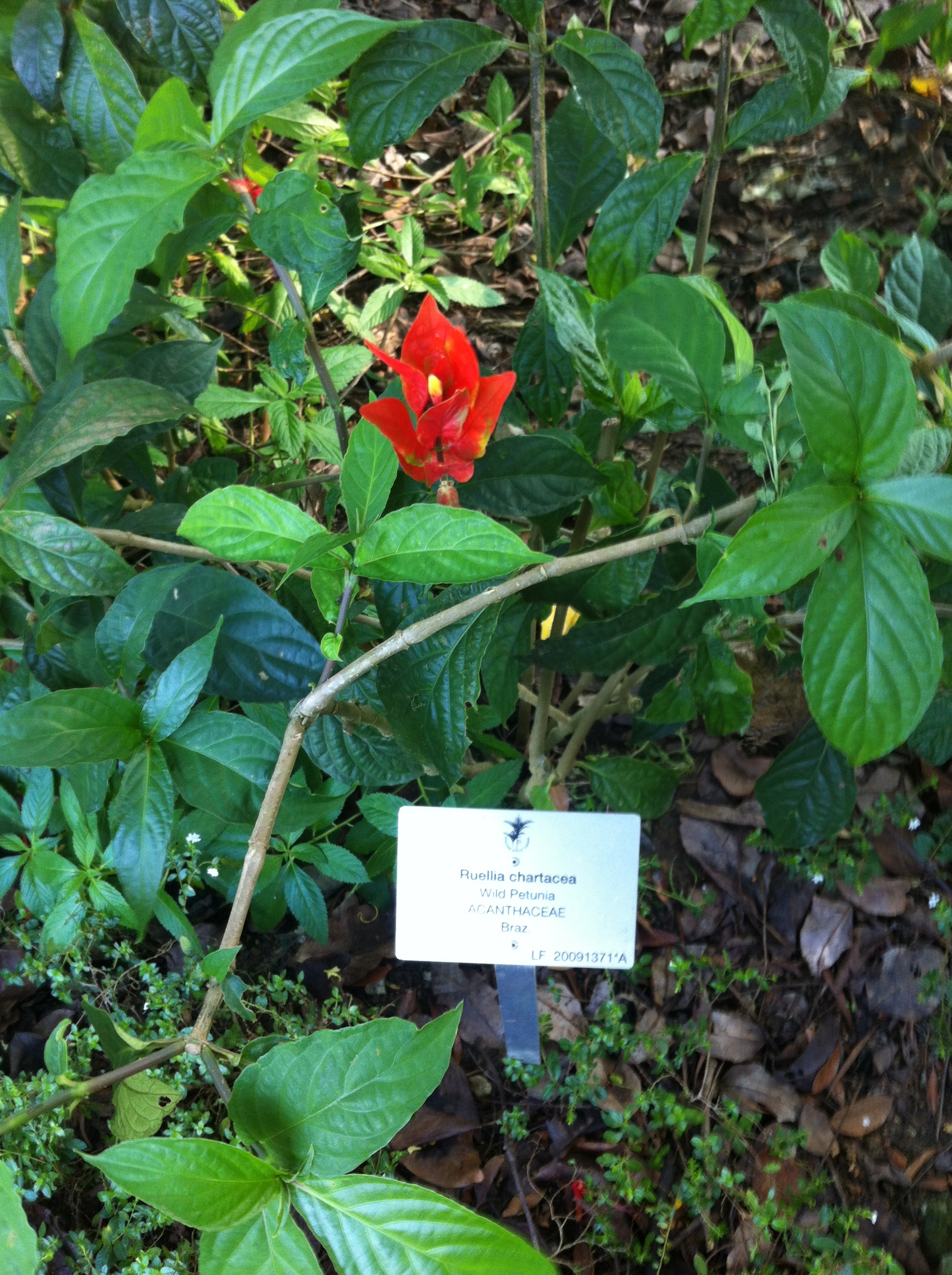
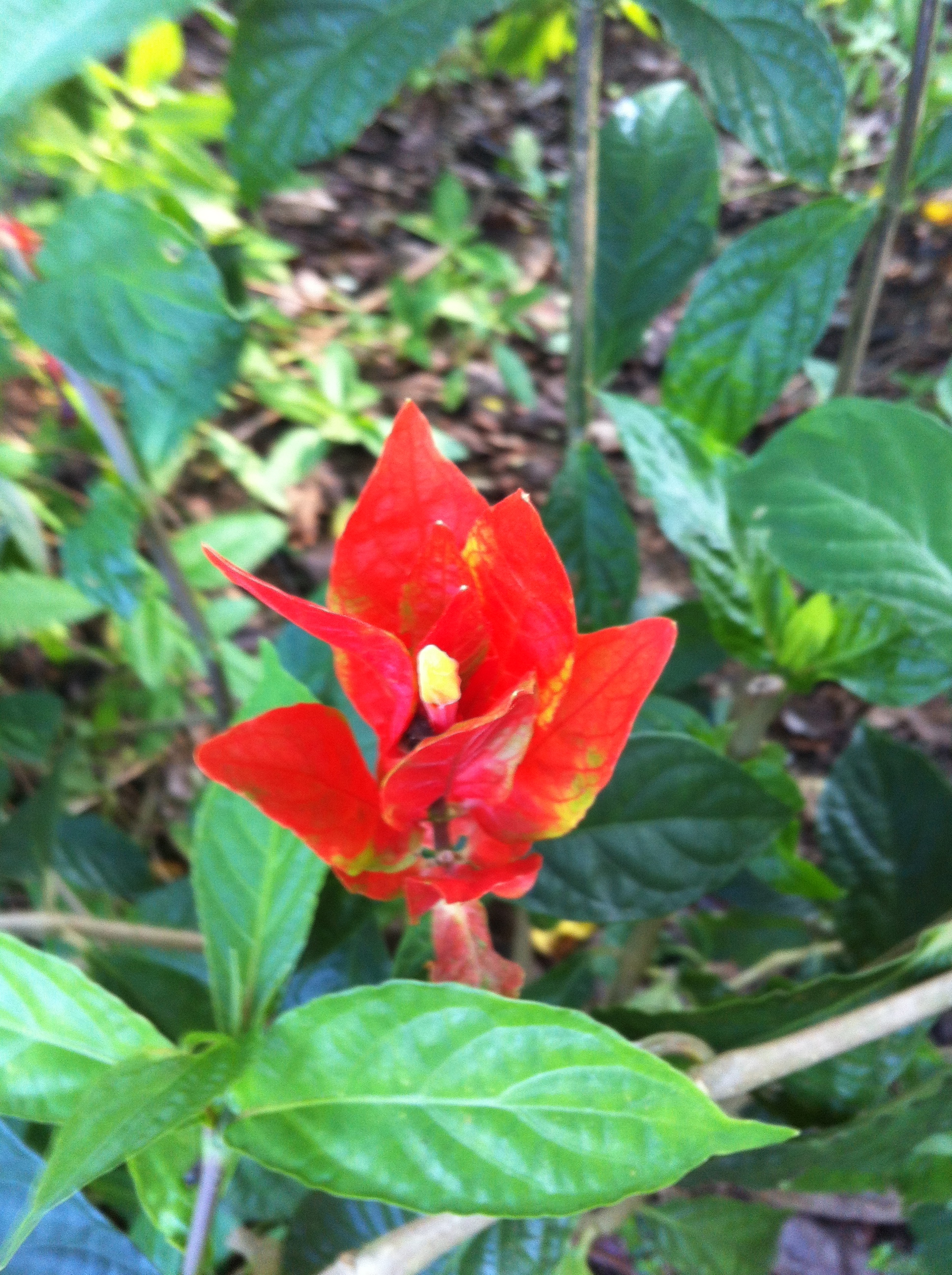
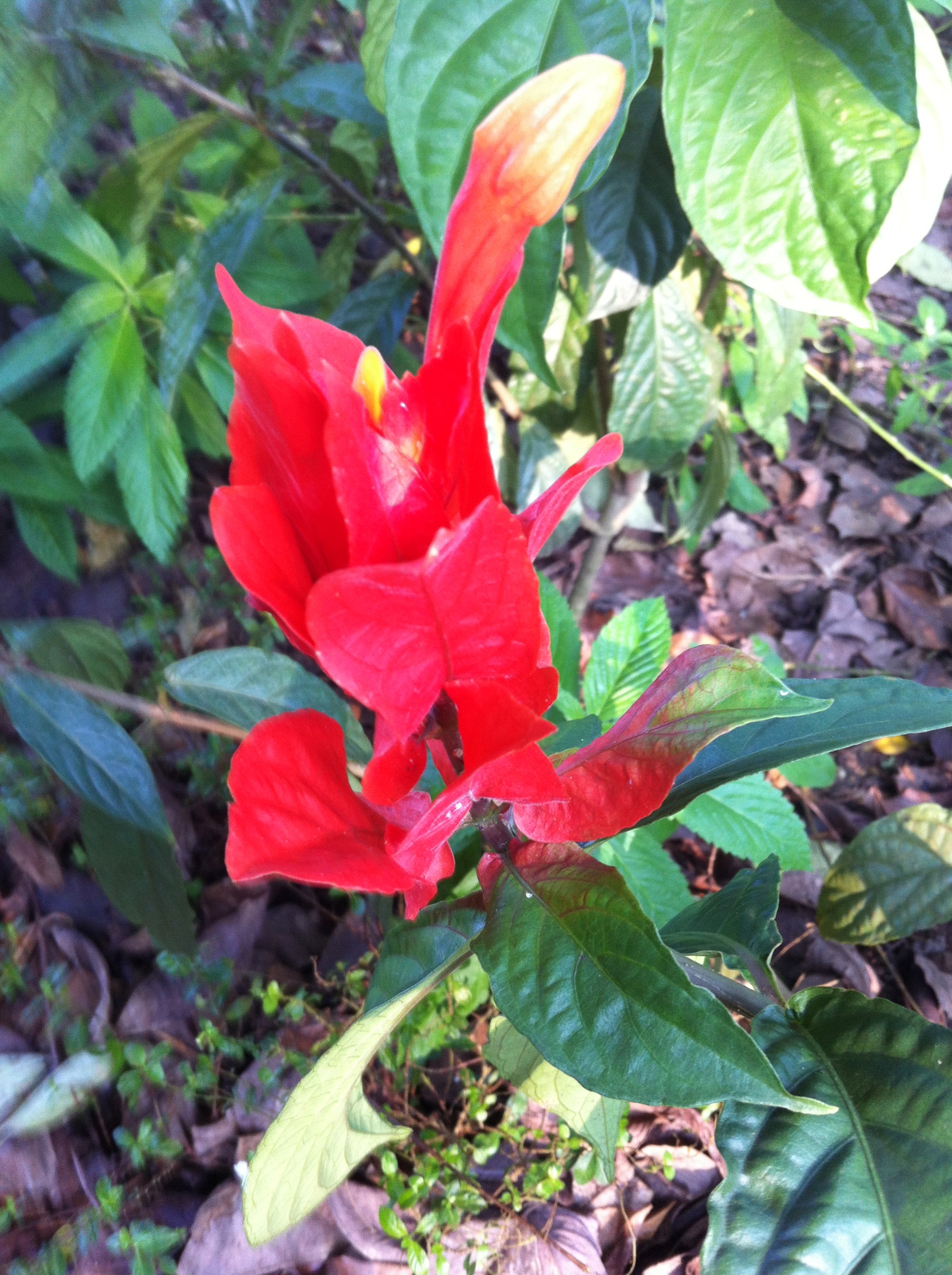